# 風景區
風景區是指聚集單個或多個旅遊景點、景觀的特定地區，不限於自然或人造景觀。部分國家地區會將風景區法制化，仿效國家公園的設置方式，將符合標準的遊憩或景觀地區劃定為「風景特定區」或「名勝區」（名稱依各地習慣），以維護旅遊品質。

## 各地的風景特定區

### 臺灣
- 國家級風景特定區
- 直轄市級及縣（市）級風景特定區 ← 省（市）級風景特定區

### 中國大陸
- 國家級風景名勝區
- 省級風景名勝區

### 日本
- 國指定名勝（日语：日本国指定名勝の一覧）